# Nočna straža
Združenje strelcev okrožja II pod poveljstvom kapitana Fransa Bannincka Cocqa, znana tudi kot Strelska druščina Fransa Banninga Cocqa in Willema van Ruytenburcha, vendar jo najpogosteje imenujejo Nočna straža (nizozemsko: De Nachtwacht), je slika Rembrandta van Rijna iz leta 1642. Je v zbirki Amsterdamskega muzeja, vendar je v Rijksmuseumu vidno razstavljena kot najbolj znana slika v zbirki. Nočna straža je ena najslavnejših nizozemskih slik zlate dobe.
Slika je znana po treh stvareh: ogromna velikost (363 cm × 437 cm), dramatična uporaba svetlobe in sence (tenebrizem) in zaznavanje gibanja v tem, kar bi bil tradicionalno statičen vojaški skupinski portret. Slika je bila dokončana leta 1642, na vrhuncu nizozemske zlate dobe. Na njej je upodobljena istoimenska četa, ki jo je vodil kapitan Frans Banninck Cocq (oblečen v črno, z rdečo lento) in njegov poročnik Willem van Ruytenburch (oblečen v rumeno, z belo lento). Z učinkovito uporabo sončne svetlobe in sence Rembrandt pripelje pogled do treh najpomembnejših likov med množico: moških v sredini (po katerih je slika dobila prvotni naslov) in ženske v levem sredinskem ozadju, ki nosi piščanca. Za temi, barve čete, nosi praporščak Jan Visscher Cornelissen. Figure so skoraj v naravni velikosti.
Rembrandt je tradicionalni simbol arkebuzarjev prikazal na naraven način, v ozadju pa dekle nosi glavne simbole. Sama je nekakšna maskota; kremplji mrtvega piščanca na njenem pasu predstavljajo klovenirje (Klovenier, člane strelskega združenja arkebuzarje), v roki drži rog. Moški pred njo ima čelado s hrastovim listom, tradicionalni motiv arkebuzarjev. Mrtvi piščanec naj bi predstavljal tudi poraženega nasprotnika. Rumena barva je pogosto povezana z zmago.

## Zgodovina

### Naročilo
Sliko so naročili okoli leta 1639 kapitan Banninck Cocq in sedemnajst članov njegovih klovenierjev. Osemnajst imen se pojavi na ščitu, naslikanem približno leta 1715, v desnem sredinskem ozadju, saj je bil najeti bobnar sliki dodan brezplačno. Na sliki je skupno 34 figur. Rembrandtu je bilo za sliko plačano 1600 goldinarjev (vsaka oseba je plačala sto), kar je bila takrat velika vsota. To je bila ena od serije sedmih podobnih slik strelcev (nizozemsko: Schuttersstuk), ki so jih v tem času naročili pri različnih umetnikih.
Slika je bila naročena, da bi visela v banketni dvorani novozgrajene dvorane Kloveniersdoelen (dvorana strelcev) v Amsterdamu. Nekateri menijo, da je bila priložnost za naročilo Rembrandtu in več drugih naročil drugim umetnikom obisk francoske kraljice Marije Medičejske leta 1638. Čeprav je pobegnila iz svojega izgnanstva v Franciji, ki ga je ukazal njen sin Ludvik XIII., je bil kraljičin prihod pospremljen z veliko zabavo.
Obstaja nekaj akademske razprave o tem, kje je Rembrandt dejansko izdelal sliko. Prevelika je, da bi jo lahko dokončal v svojem ateljeju v njegovi hiši (sodobni naslov Jodenbreestraat 4, 1011 NK Amsterdam). Raziskovalci so razdeljeni. V mestnih zapisih tega obdobja se je prijavil za gradnjo 'poletne kuhinje' na zadnji strani svoje hiše. Dimenzije te strukture bi ustrezale sliki v treh letih, ko jih je potreboval, da jo je naslikal. Drugi kandidat je v sosednji cerkvi, tretja možnost pa je dejansko na mestu.

### Lokacija in spremembe
Nočna straža je najprej visela v Groote Zaal (Velika dvorana) ali amsterdamskem Kloveniersdoelen. V tej zgradbi je trenutno hotel Doelen. Leta 1715 so sliko preselili v amsterdamsko mestno hišo, za katero so jo obrezali na vseh štirih straneh. To je bilo verjetno narejeno, da se je slika prilegala med dva stebra in je bila običajna praksa pred 19. stoletjem. Ta sprememba je povzročila izgubo dveh likov na levi strani slike, na vrhu loka, ograji in robu stopnic. Kopija slike Gerrita Lundensa (1622–1683) iz Narodne galerije v Londonu iz 17. stoletja prikazuje originalno kompozicijo.
Ko je Napoleon zasedel Nizozemsko, je Mestna hiša postala kraljeva palača in sliko so preselili v Trippenhuis. Napoleon je ukazal, naj se vrne, toda po koncu okupacije leta 1813 se je slika spet preselila v Trippenhuis, v katerem je zdaj Nizozemska akademija znanosti. Tam je ostala, dokler se ni preselila v novi Rijksmuseum, ko je bila njegova stavba leta 1885 dokončana.
Slika je bila odstranjena iz Rijksmuseuma septembra 1939, na začetku druge svetovne vojne. Platno je bilo ločeno od okvirja in navito okoli valja. Tako je bila štiri leta shranjena v posebnem sefu, ki je bil zgrajen za zaščito številnih umetniških del v jamah Maastrichta na Nizozemskem. Po koncu vojne je bilo platno znova nameščeno, obnovljeno in vrnjeno v Rijksmuseum.
11. decembra 2003 je bila Nočna straža zaradi večje prenove Rijksmuseuma preseljena na začasno lokacijo. Sliko so ločili od okvirja, jo zavili v papir, jo dali v lesen okvir, ki so ga položili med dva ovitka, jo zapeljali z vozom do novega cilja, dvignili in skozi posebno režo pripeljali v novi dom.
Medtem ko je potekala prenova, si je bilo Nočno stražo mogoče ogledati na njeni začasni lokaciji v Philipsvleugelu v Rijksmuseumu. Ko je bila prenova aprila 2013 končana, je bila slika vrnjena na prvotno mesto v Nachtwachtzaal (Soba Nočne straže).

## Opis
Upodobljeni prizor je srečanje skupine 31 ljudi, ki so zaradi oblačil ali oborožitve večinoma prepoznavni kot vojaki, ki so se zbrali pred stavbo iz velikih kamnitih blokov s stopniščem, sestavljenim iz več stopnic. Ta stavba ima monumentalni lok, obdan s stebri, nekoliko levo od središča slike. Desni del stavbe ima v prvem nadstropju okno, na desnem robu slike pa spredaj štrli stena ali del stavbe. Na levem robu slike je bila ograja v prvotnem stanju, levo od nje pa most, na katerem je stalo več ljudi. Dva vojaka, otroška glava je štrlela le malo čez parapet mostu in večina mostu sta bila odstranjena okoli leta 1715. Danes je na upodobitvi videti le del ograje.
Na platnu je prikazana strelska četa iz amsterdamskega okrožja II, med Damrakom in Singelom. Upodobljeni so strelci z različnim orožjem, ki zapuščajo strelsko stavbo in se po mostu spuščajo preko nekaj stopnic. Oblačila upodobljenih strelcev so nedosledna, uniforme pa so le delno prepoznavne. Poveljnik je kapetan Frans Banninck Cocq, upodobljen v črni barvi z belim ovratnikom, z rdečo lento svojega ranga in črnim klobukom, ki se zdi, da se z majhnim korakom pomika proti gledalcu. V desni drži častniško palico in rokavico, z levo kaže naprej. Na njegovi desni stoji poročnik čete, Willem van Ruytenburch, ki očitno prejema ukaz svojega kapitana. Tako kot kapetan stoji v močni svetlobi, nosi bledo rumeno obleko s pernatim klobukom, rokavice iste barve in belo lento. Oborožen je z zaščitnim ovratnikom in partizanom, zdi se, da se tudi on pomika pol koraka naprej. Na slikovni ravnini za oficirjema prevladujejo trije strelci; strelec v rdečih oblačilih in z rdečim pernatim klobukom in belim ovratnikom, na pasu katerih visijo številne steklenice prahu. Pravkar sipa prašek v cev muškete. Desno od njega, skoraj v celoti pokrit s kapetanom, stoji strelec, ki skoči na desno. Pravkar je sprožil strel zgoraj desno, tako da prašni dim tvori oblak za glavo poročnika. Takoj desno za poročnikom je po streljanju tretji strelec v čeladi, ki ravno piha ostanke zgorelega prahu iz smodnika orožja.
Naslednji nivo slike zadaj prikazuje dve čudovito oblečeni deklici med prvim in drugim strelcem, od katerih je manjša večinoma skrita, drugo pa poudarja močan pojav svetlobe. Na pasu ji visi mrtev piščanec in viden je majhen kos pištole. Levo od rdeče oblečenega mušketirja s stekleničko s praškom se pred trebuhom vzdolž ograje na levi požene deček (ali pritlikavec) s čelado in velikim prašnim rogom.
Na ozadju slike prevladuje zastavonoša, ki stoji pod obokom in drži modro-rumeno-modro-rumeno črtasto zastavo. Na levem robu slike sedi vojak v oklepu, s čelado ter helebardo na parapetu mostu, ki kljub figuram dveh vojakov in otroku, ki je bil prvotno poslikan za njim (tj. bližje robu slike), dopolni upodobitev na levi. Podobno črno oblečeni narednik z belim ovratnikom in helebardo, ki se pogovarja s strelcem s čelado in kaže na sredino slike in bobnar v zeleni barvi, ki gleda gledalca in nanj laja srednje velik siv pes, ustvarijo obrobo ali okvir. Dve deklici (sprednja je, po mnenju nekaterih mitološki duh, po mnenju Rijksmuseuma maskota) in nekaj neznanih oseb, od katerih so vidne samo glave ali čelade ter otroci, ki tekajo med strelci.
Na originalni sliki je bilo skupaj upodobljenih več kot trideset ljudi. Ko so jo obrezali ali takoj po letu 1715, sta izginila dva strelca in otrok.
Rembrandt prikazuje figure v oblačilih, čeladah in orožju, ki nimajo sodobnih modelov. Izstopajoča podrobnost je, da hlače in čelada figure, ki je edina na sliki streljala z mušketo, izhajajo iz devetdesetih let 16. stoletja. Tudi plašč z režami in klobukom bobnarja je videti iz 16. stoletja. Deklica v močni luči ima fantazijska oblačila. Oblačila stražarskega častnika v rdeči barvi na levi strani slike že dajejo vtis iz šestnajstega stoletja.

### Slog in sestava
Rembrandt je prišel do dramatične rešitve problema, kako združiti številne posamezne portrete. Kompozicija (razporeditev oseb na platnu) in vizualni vidik chiaroscúro (izmenjava svetlobe in teme) sta zasnovana z velikim občutkom za ravnotežje. Vrstni red dela se prepleta v tesni mreži pravokotno drug na drugega, vzporednih kompozicijskih črt (ki jih tvorijo kopja, pištole in iztegnjene roke), s poudarkom na dobro postavljenih svetlobnih pegah. To je značilnost tudi vsakega velikega baročnega umetniškega dela: trdno prepričljiv temeljni vzorec, v katerem nastajajo fascinantne in dinamične variacije, ne da bi pri tem padli v klišeje. Rembrandt je sliko ohranil dokaj temno, kar mu je omogočilo, da je na nekatera področja opozoril s svetlobnimi učinki. Zaradi razbarvanja laka je slika postala precej temnejša, kar je privedlo do napačne predpostavke, da se scenarij na sliki dogaja ponoči. V 18. stoletju je dobil vzdevek Nočna straža.

### Vandalizem in obnova
Večino svojega obstoja je bila slika prevlečena s temnim lakom, kar je dalo napačen vtis, da prikazuje nočni prizor, kar je privedlo do imena, po katerem je zdaj splošno znana.
13. januarja 1911 je čevljar brez zaposlitve in nekdanji kuhar mornarice poskušal sliko razrezati s čevljarskim nožem v znak protesta, ker ni mogel najti dela. Vendar je debela prevleka laka takrat zaščitila sliko pred kakršnimi koli poškodbami. Lak je bil odstranjen šele v 40. letih 20. stoletja.
14. septembra 1975 je delo z nožem za kruh napadel brezposelni šolski učitelj Wilhelmus de Rijk, kar je povzročilo več velikih cik-cak rezov, dolgih do 30 cm. De Rijk, ki je trpel za duševno boleznijo, je trdil, da je »to storil za Gospoda« in da mu je »bilo naročeno«. Slika je bila po štirih letih uspešno obnovljena, vendar je od blizu nekaj dokazov o škodi še vedno vidnih. De Rijk ni bil nikoli obtožen, saj je aprila 1976 storil samomor.
6. aprila 1990 je pobegnil psihiatrični pacient popršil sliko s kislino iz skrite steklenice. Posredovali so varnostniki, ki so moškega ustavili in na platno hitro razpršili vodo. Na koncu je kislina le prodrla v sloj laka slike in je bila v celoti obnovljena.
Julija 2019 so se začeli dolgi in zapleteni obnovitveni napori. Obnova poteka v javnosti, v posebej izdelani stekleni ogradi, zgrajeni in postavljeni v Rijksmuseumu in se predvaja v živo. Načrt je bil, da bi 337-kilogramsko sliko preselili v ograjen prostor, začenši z zaprtjem muzeja za ta dan, 9. julija, nato pa preslikati sliko »plast za plastjo in pigment za pigmentom« ter načrtovati konzervatorska dela glede na ugotovljeno.

### Nova LED osvetlitev
26. oktobra 2011 je Rijksmuseum predstavil novo, trajnostno LED razsvetljavo za Nočno stražo. Z novo tehnologijo LED je razsvetljava prvič sposobna ponuditi fine odtenke zapletene barvne palete slike.
Nova razsvetljava uporablja LED luči z barvno temperaturo 3200 kelvinov, podobno toplo-belim svetlobnim virom, kot je volframov halogen. Ima indeks barvnega upodabljanja več kot 90, zaradi česar je primerna za osvetlitev predmetov, kot je Nočna straža. Z novo LED razsvetljavo muzej prihrani 80 % energije in sliki ponudi varnejše okolje zaradi odsotnosti UV sevanja in toplote.

### Fotografija visoke ločljivosti
13. maja 2020 je Rijksmuseum objavil sliko Nočne straže v velikosti 44,8 gigapikslov, narejeno iz 528 različnih fotografij. »24 vrst po 22 slik je bilo digitalno spojenih s pomočjo nevronskih mrež« ,  so sporočili iz muzeja. Ustvarjena je bila predvsem za znanstvenike, da si sliko ogledajo na daljavo in spremljajo, kako staranje vpliva na sliko.

## Kulturna zapuščina
- Delo je navdihnilo glasbena dela tako v klasični kot v rock tradiciji, vključno z drugim stavkom 7. simfonije (e mol, »Pesem noči«, 1904–1905) Gustava Mahlerja in Ayreonova Strelska četa kapitana Fransa B. Cocqa iz Universal Migrator Part 1: Dream Sequencer. V pesmi skupine King Crimson The Night Watch z albuma Starless and Bible Black iz leta 1974 tekstopisec Richard Palmer-James razmišlja o sliki, da bi zajel ključno obdobje v nizozemski zgodovini, ko po dolgem obdobju španskih vojn trgovci in drugi člani meščanstva lahko svoje življenje obrnejo navznoter in se osredotočijo na oprijemljive rezultate svojih življenjskih prizadevanj. Pesem ima številne perspektive, vključno s primarnimi temami, umetnikom samim in sodobnim gledalcem slike in naslika mini portret nastanka modernega višjega srednjega razreda in potrošniške kulture. Vendar pesem predstavlja ta portret s spretnim pridihom in čeprav ni popolnoma odobravajoča, je simpatičnega tona.
- Biografski film Alexandra Korde iz leta 1936 Rembrandt prikazuje sliko, ki je bila v svoji okrnjeni obliki prikazana pomotoma kot neuspeh ob njenem dokončanju, zaznan kot posmehovanje ogorčenih subjektov.
- V filmu Jean-Luca Godarda iz leta 1982, Passion, je Nočna straža uprizorjena z igralci v živo v uvodnem kadru. Godard svoj film izrecno primerja z Rembrandtovo sliko in jo opisuje kot »polna lukenj in slabo zapolnjenega prostora«. Gledalcu naroči, naj se ne osredotoča na celotno kompozicijo, ampak naj se njegovega filma loti tako, kot bi se Rembrandt in »osredotoči na obraze«.
- Nočna straža je glavna zgodba v istoimenskem filmu Nočna straža iz leta 1995, ki se osredotoča na krajo slike.
- Nočna straža je parodirana na britanski naslovnici istoimenske knjige Terryja Pratchetta iz leta 2002. Ilustrator naslovnice Paul Kidby se pokloni predhodniku Joshu Kirbyju[16][17], tako da ga postavi na sliko, v položaj, kjer naj bi Rembrandt naslikal sebe. Kopija izvirne slike se pojavi na zadnji strani knjige.
- Nočna straža je predmet filma režiserja Petra Greenawayja z naslovom Nightwatching iz leta 2007, v katerem film predstavlja zaroto znotraj mušketirskega polka Fransa Banninga Cocqa in Willema van Ruytenburcha in predlaga, da je Rembrandt morda ovekovečil teorijo zarote z uporabo subtilnih alegorij v skupinskem portretu polka, ki je spodkopal tisto, kar naj bi bilo zelo prestižno naročilo tako za slikarja kot za subjekte. Njegov film Rembrandt's J'Accuse iz leta 2008 je nadaljevanje in zajema isto idejo z uporabo izjemno podrobne analize kompozicijskih elementov na sliki; v tem Greenaway opisuje Nočno stražo kot (trenutno) četrto najslavnejšo sliko zahodnega sveta, po Moni Lisi, Zadnji večerji in stropu Sikstinske kapele.
- Leta 2006 je Nočna straža navdihnila literarno delo slavne portugalske pisateljice Agustine Bessa Luís A Ronda da Noite.
- Slika se pojavi v 3. epizodi 2. sezone Netflixovega Sense8.[18]
- Slika se pojavi v 5. epizodi priznane južnokorejske televizijske nadaljevanke Goblin (uradno znana kot Guardian: The Lonely and Great God) kot posest Goblina / Kim Shin (igra ga Gong Yoo).

### Druge predstavitve
- Ruski umetnik Aleksander Taratynov je ustvaril bronasto upodobitev slavne slike, ki je bila na amsterdamskem Rembrandtpleinu razstavljena od leta 2006 do 2009. Po razstavah na drugih lokacijah so se skulpture vrnile leta 2012 in so zdaj trajno nameščene pred litoeleznim kipom Rembrandta, Louisa Royerja iz leta 1852.[19]
- Edino kopijo polne velikosti v zahodnem svetu prikazuje knjižnica in umetniška galerija Canajoharie v Canajoharieju v New Yorku, ki jo je knjižnici v začetku 20. stoletja podaril ustanovitelj knjižnice Bartlett Arkell.
- Flash mob Rijksmuseuma Naši junaki so se vrnili je poustvaril Nočno stražo v nič hudega slutečem nakupovalnem središču v Bredi na Nizozemskem - objavljeno 1. aprila 2013 na YouTubu YouTube[20]
- Nočna straža je reproducirana tudi v delftsko modri v Royal Delft na Nizozemskem. Ta različica je sestavljena iz 480 ploščic. Dva slikarja izdelovalca sta hkrati delala z levega in desnega konca okvirja in se srečala v središču. Po končanem delu sta oba slikarja spoznala, da imata težje delo, saj sta za Nočno stražo uporabljala le črno barvo. Za izdelavo svetlejših odtenkov sta uporabila tradicionalno barvo kobaltovega oksida in dodala vodo. Ko je bil žgan pri 1200 stopinjah Celzija, se črni material spremeni v modro. Zdi se, da je to različico Nočne straže kupil neznani kupec in jo nato posodil muzeju za ogled javnosti.